# Bilar 3
Bilar 3 (engelska: Cars 3) är en amerikansk 3D-datoranimerad komedifilm, producerad av Pixar Animation Studios och distribuerad av Walt Disney Pictures. Det är en uppföljare till Bilar (2006) och Bilar 2 (2011), och den tredje delen i Bilar-serien. Filmen hade premiär den 16 juni 2017 i USA och 1 september samma år i Sverige.